# クリストファー・ファーガソン
クリストファー・ファーガソン(Christopher J. "Fergy" Ferguson、1961年9月1日-)は、ボーイング・ディフェンス、スペース・アンド・セキュリティー社の商業宇宙飛行士で、アメリカ海軍大佐、アメリカ航空宇宙局の宇宙飛行士である。2006年9月に初めて宇宙を訪れたSTS-115では、スペースシャトル・アトランティスの操縦手を務めた。その後、STS-126ではスペースシャトル・エンデバーの船長を務め、スペースシャトル計画最後のミッションとなったSTS-135でもアトランティスの船長を務めた。
2011年12月9日にNASAを引退し、ボーイング社の商業乗員輸送開発の責任者となった。2018年8月にCST-100の最初の試験飛行の乗組員に指名されたが、2020年10月にこのミッションから降りた。

## 教育
1961年9月1日にペンシルベニア州フィラデルフィアで生まれた。アーチビショップ・ライアン高校を1979年に卒業した。1984年にドレクセル大学で機械工学の学士号、1991年に海軍大学院で航空宇宙工学の修士号を取得した。

## 軍でのキャリア
ファーガソンは、ペンシルベニア大学の予備役将校訓練課程から任官を受けた。1986年にテキサス州のキングスビル海軍航空基地で海軍航空隊に配属され、その後、バージニア州バージニアビーチのF-14訓練飛行隊に所属した。短期間の教育の後、航空母艦フォレスタルに乗って、北大西洋、地中海、インド洋等にVFA-11レッドリッパーズで展開した。同時に、アメリカ海軍戦闘機兵器学校（トップガン）にも通った。1989年にアメリカ海軍テストパイロット学校に選ばれ、1992年に卒業した。
1994年6月から、メリーランド州のパタクセント・リバー海軍航空基地で、F-14Dの兵器分離問題のプロジェクトオフィサーを務め、F-14から、いくつかのタイプの空対地兵器を投下した初めてのパイロットとなった。海軍テストパイロット学校で1年間、教官を務め、その後、1995年にVFA-211チェックメイトに加わって、空母ニミッツで太平洋及びペルシャ湾に展開し、イラクの飛行禁止空域を防衛した。宇宙計画に選定されるまでの短期間、アメリカ艦隊総軍のF-14輜重兵を務めた。

## NASAでのキャリア

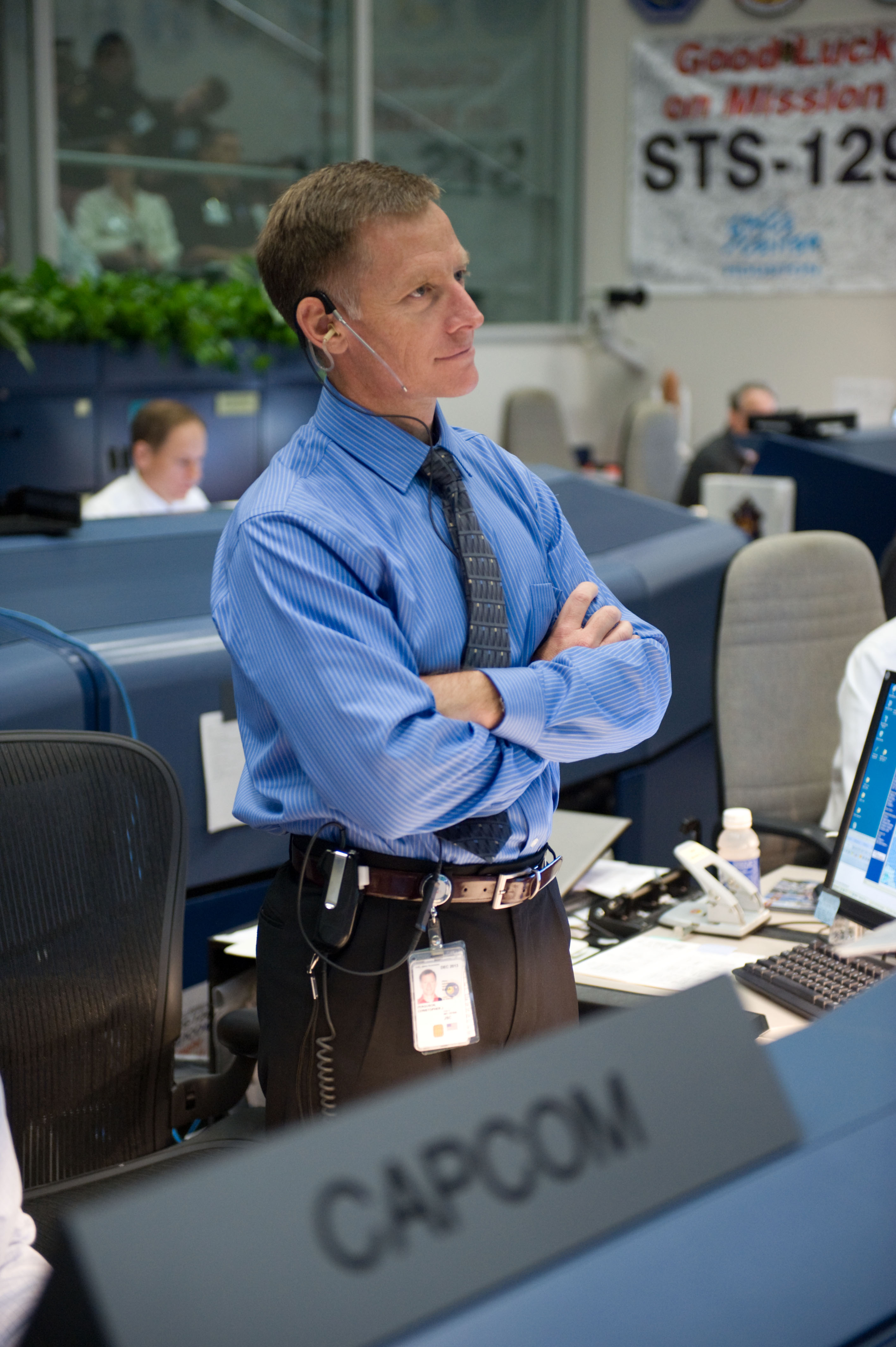
STS-129でCAPCOMを務めるファーガソン

1998年に選ばれて宇宙飛行士の訓練を受け、操縦手の訓練を完了した。STS-135の乗組員に選ばれる前は、宇宙飛行士室の副室長を務めていた。また、STS-118、STS-128、STS-129では、CAPCOMを務めた。

### STS-115
ファーガソンは、2006年のSTS-115で操縦手として初めて宇宙を訪れた。このミッションでは、国際宇宙ステーション（ISS)にITS P3/P4トラス、1対のソーラーアレイ（2A及び4A）、バッテリーを運んだ。合計3度の船外活動で、展開準備のためこれらをトラスに設置し、その他、ISSのメンテナンスを行った。軌道上で11日間を過ごし、地球に帰還した。

### STS-126

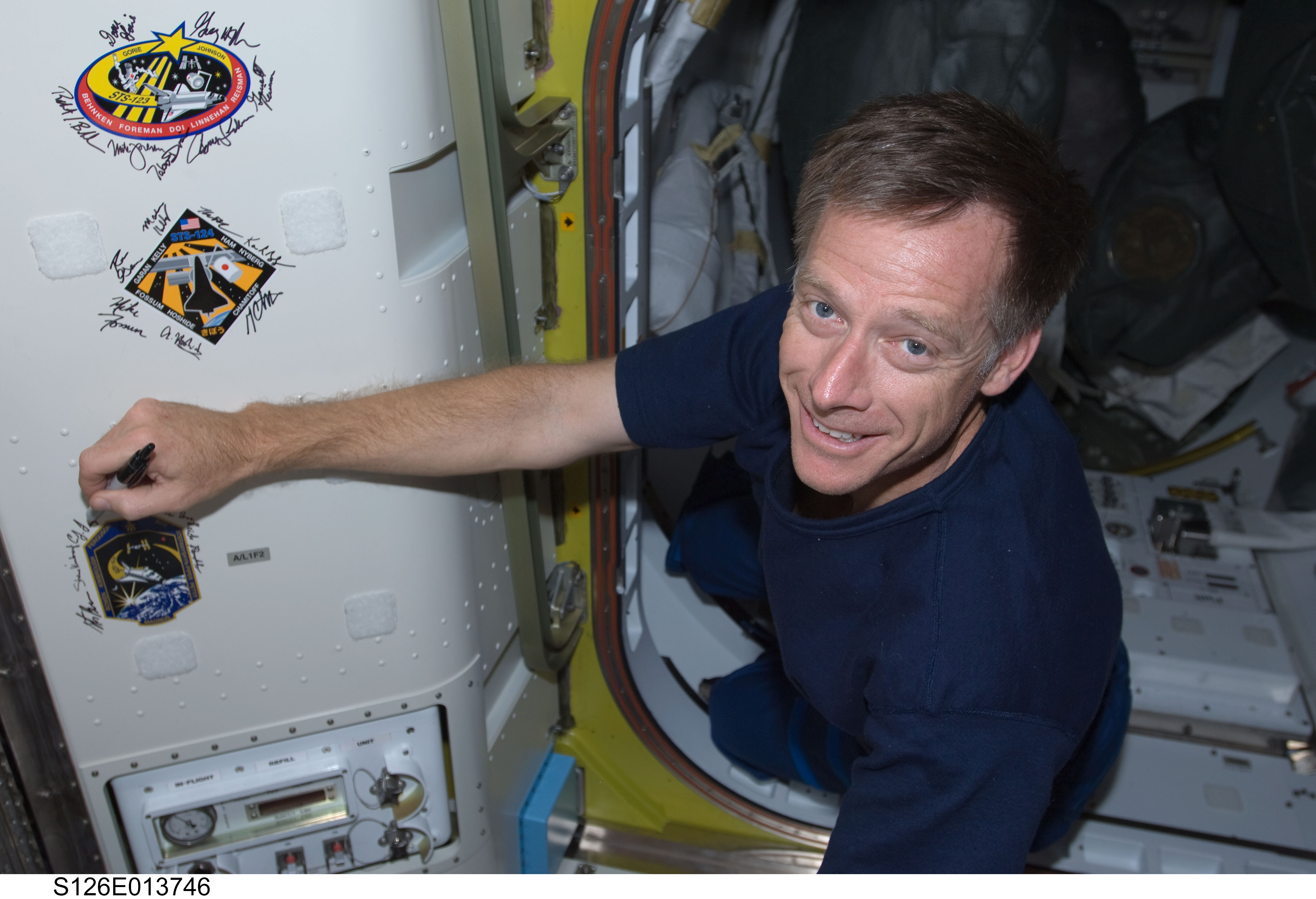
ISSのSTS-126のパッチにサインするファーガソン

2008年のSTS-126で、船長として再び宇宙を訪れた。このミッションの目的は、ISSへの設備や補給品の運搬、STS-120以降、利用が制限されていた右舷の太陽電池パドル回転機構の修理等であった。軌道上で16日間を過ごし、地球に帰還した。

### STS-135
スペースシャトルの最後のミッションであるSTS-135で、ファーガソンは、NASAの宇宙飛行士として3度目、そして最後の宇宙飛行を行った。このミッションでは、ISSに多目的ロジスティクスモジュールのラファエロと軽量多目的キャリアが運ばれた。アトランティスが多目的ロジスティクスモジュールを運んだのは、この時が唯一だった。軌道上で12日間を過ごし、地球に帰還した。

## NASA以降のキャリア
ファーガソンは、2011年にNASAを退職し、現在はボーイングの商業乗員プログラムの乗組員及びミッション運用のディレクターを務めている。2022年1がつには、Astronaut Hall of Fameに選ばれた。

### ボーイング有人飛行試験
2018年7月、ボーイングは、ボーイング有人飛行試験として知られるCST-100の初めての有人飛行試験にファーガソンを参加させると発表した。ファーガソンは、他の2名のNASAの宇宙飛行士とともに、カプセル船の船長を務めることとなっていた。打上げは2021年に予定されていた。2020年10月、彼は自身のTwitterで、個人的な理由により、ボーイング有人飛行試験には参加しないと表明した。

## 私生活
スコットランド及びポーランド系であり、サンドラという名前の妻との間に3人の子供がいる。彼が結婚記念日当日にSTS-126のミッションで宇宙に入た際、NASAは、その日の朝の起床コールにフランキー・ヴァリの『君の瞳に恋してる』を選曲した（w:STS-126#起床コール）。その後、彼は、妻に幸せな記念日を過ごしてほしいと願った。